# Chaîne pyrénéo-provençale
La chaîne pyrénéo-provençale est un ancien massif montagneux qui s'étendait des Pyrénées au massif des Maures et de l'Esterel. Elle se situait grossièrement dans le prolongement des Pyrénées actuelles, dans une direction ouest-est, à la place aujourd'hui occupée par le golfe du Lion, jusqu'à l'Oligocène.

## Preuves géologiques
Il reste des témoins géologiques de l'existence de cette chaîne :
- il s'agit tout d'abord de la Corse et de la Sardaigne (bloc corso-sarde) qui constituaient littéralement cette chaîne de montagne. Ces deux morceaux de continent ont été initialement rattachés à ce qui est aujourd'hui la France continentale, avant qu'un épisode de rifting et d'étirement crustal dans le bassin méditerranéen occidental ne fasse pivoter les deux blocs à leur emplacement actuel, durant l'Oligocène[1],[2]. Les principaux arguments de ce modèle sont :
  - la concordance des roches de chaque côté de la Méditerranée, entre le massif des Maures et la Corse : roches hercyniennes, roches volcaniques permiennes,
  - une certaine complémentarité dans les formes des plateaux continentaux, corso-sarde et européen,
  - les enregistrements paléomagnétiques, qui attestent d'une orientation passée différente de ces îles ;
- des plis et des chevauchements multiples dans tout le pourtour régional de la Méditerranée, orientés grossièrement ouest-est, et datés du Crétacé supérieur et de l'Éocène (chevauchements de Saint-Chinian, de Montpellier, des Alpilles, des Baronnies, etc.) ;
- des failles normales, c'est-à-dire d'étirement, plus tardives, d'âge oligocène ;

## Localisation des massifs
| Maures Alpilles Esterel Ste-Baume Ste-Victoire Corse Sardaigne La Clape Gardiole Mer Méditerranée |